# 法納爾島
法納爾島（英語：Final Island）是南極洲的島嶼，屬於威廉群島中米里亞德群島的一部分，處於斯納格岩西北面6公里，由英國研究隊繪入地圖，現時由南極條約體系管理。